# Quỳnh Long
Quỳnh Long là một xã thuộc huyện Quỳnh Lưu, tỉnh Nghệ An, Việt Nam.
Xã Quỳnh Long có diện tích 1,12 km², dân số năm 1999 là 9.392 người, mật độ dân số đạt 8.386 người/km².